# Timeless (Goldie)
Timeless è l'album di debutto dell'artista jungle Goldie, pubblicato nel 1995.

## Tracce
1. Timeless: Inner City Life/Pressure/Jah (Goldie, Diane Charlemagne, Rob Playford) – 21:01
2. Saint Angel – 7:14
3. State of Mind (Goldie, Playford) – 7:05
4. Sea of Tears (Goldie, Playford) – 12:03
5. Angel – 4:56
6. Sensual – 8:13
7. Kemistry – 6:48
8. You & Me – 7:04